# Micro-région de Vásárosnamény
La micro-région de Vásárosnamény (en hongrois : vásárosnaményi kistérség) est une micro-région statistique hongroise rassemblant plusieurs localités autour de Vásárosnamény.